# Phalodi
Phalodi é uma cidade e um município no distrito de Jodhpur, no estado indiano de Rajastão.

## Geografia
Phalodi está localizada a 26° 43′ N, 73° 55′ L. Tem uma altitude média de 303 metros (994 pés).

### Temperatura
A cidade bateu o recorde nacional de calor, registando 51 graus celsius, a temperatura mais elevada desde que a medição começou a ser feita no país em 19 de maio de 2016. O recorde anterior era de 50,6º C, em 1956.

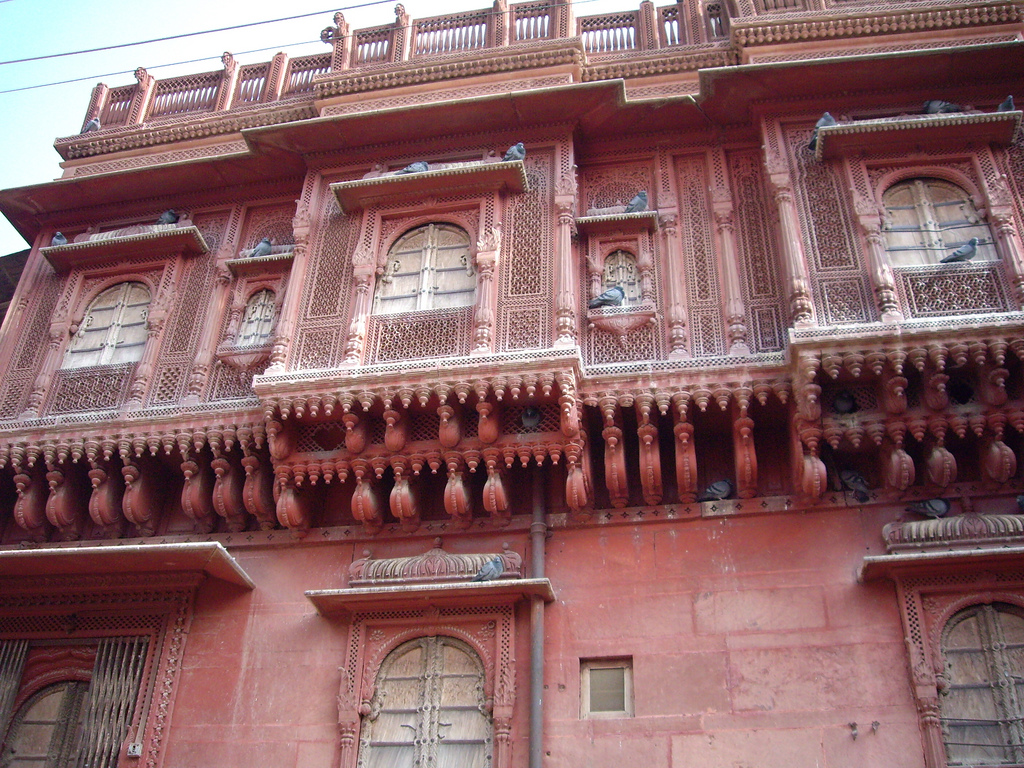
Um Haveli em Phalodi, Rajastão

## Demografia
Segundo o censo de 2001, Phalodi tinha uma população de 44756 habitantes. Os indivíduos do sexo masculino constituem 53% da população e os do sexo feminino 47%. Phalodi tem uma taxa de literacia de 58%, inferior à média nacional de 59,5%: a literacia no sexo masculino é de 69% e no sexo feminino é de 46%. Em Phalodi, 17% da população está abaixo dos 6 anos de idade.